# 巴尔韦利
巴尔韦利（Bharveli），是印度中央邦Balaghat县的一个城镇。总人口9101（2001年）。

## 人口
该地2001年总人口9101人，其中男性4584人，女性4517人；0—6岁人口1379人，其中男718人，女661人；识字率65.37%，其中男性为73.82%，女性为56.79%。